# Irène Némirovsky
Irène Némirovsky (ukrainska: Ірен Немировська; uttalas ungefär I'ränn Nämi'rovska), född 11 februari 1903 i Kiev, Ryska imperiet (nuvarande Ukraina), död 17 augusti 1942 i Auschwitz, var en fransk författare mest känd för den postumt utgivna romanen Storm över Frankrike (Suite Française, 2004). 

## Biografi
Irène Némirovsky var av judisk börd. Hennes far var en förmögen bankir som 1918 flydde med familjen från revolutionens Ryssland. Via Finland och Sverige kom de till Frankrike sommaren 1919. Hon blev i Frankrike en känd och respekterad författare.
13 juni 1942 arresterades Némirovsky, som konverterat till romersk katolicism, i egenskap av statslös av judisk härstamning av franska poliser och fördes till transitlägret Pithiviers utanför Paris. Dagen därpå deporterades hon till Auschwitz. Enligt det officiella arkivet avled hon i tyfus men ska enligt senare uppgifter ha dödats i gaskammare 17 augusti 1942[källa behövs].
Storm över Frankrike består av två delar av en tänkt svit om fem delar. Boken utspelar sig i Frankrike från tyskarnas invasion i juni 1940 fram till juni 1941. När hon arresterades lades manuskriptet i en resväska som följde döttrarna Élisabeth och Denise Epstein genom livet. Först vid 1990-talets slut läste döttrarna manuskriptet och boken gavs ut i Frankrike 2004.